# Dora Miklosich

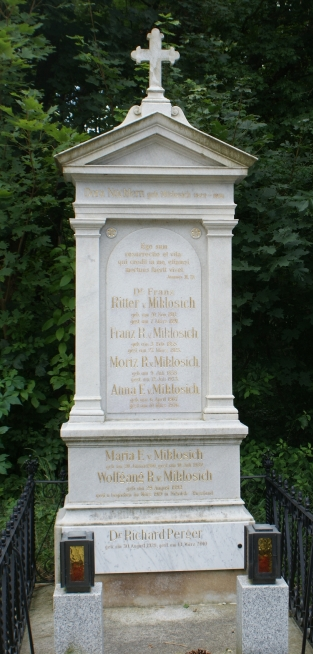
Dora Nüchtern, geb. Miklosich, in der Familiengruft Miklosich (Inschrift ganz oben unter dem Giebel)

Dora Miklosich (eigentlich Dora Nüchtern, geb. Miklosich * 10. Juli 1899 in Klosterneuburg-Kritzendorf; † 21. Juli 1981 in Wien) war eine österreichische Schauspielerin und Radiosprecherin.

## Leben
Dora Miklosich begann bereits wenige Wochen nach Sendestart der Radio Verkehrs AG (RAVAG) im Jahr 1924 mit ihrer Jugendsendung, wo sie als Dora-Tante bekannt wurde. Damit war sie die erste Märchentante des späteren Österreichischen Rundfunks (ORF). Später war ihre Stimme auch häufig in Hörspielen des Rundfunks zu hören.
Verheiratet war Dora Nüchtern, geb. Miklosich, mit Hans Nüchtern, dem Leiter der Literaturabteilung der RAVAG. Sie wurde auf dem Wiener Zentralfriedhof in der Gruft der Familie Franz von Miklosich (Gruppe 41B, Reihe G1, Nummer 25) beigesetzt.